# SC Beira-Mar

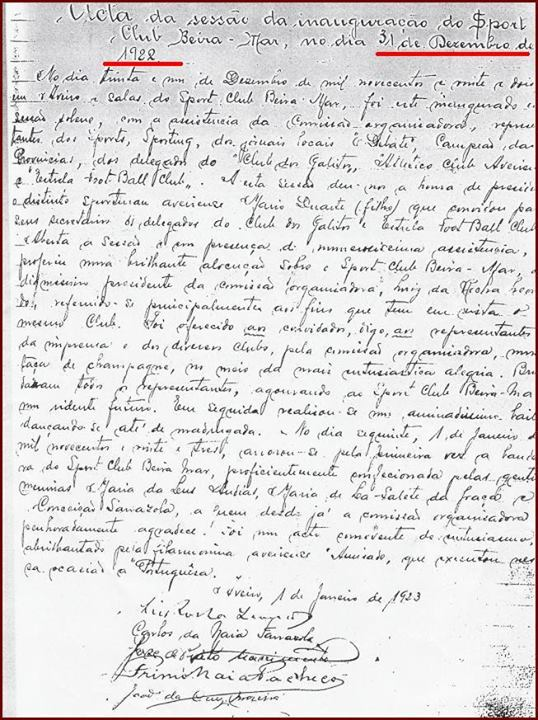
Oprichtingsakte uit 1922

SC Beira-Mar is een Portugese sportclub uit Aveiro. De club is erg succesvol in voetbal, zaalvoetbal, basketbal en boksen.
De voetbalclub promoveerde in 1961/62 voor het eerst naar de hoogste klasse en degradeerde meteen terug. Bij de volgende poging kon de club twee seizoenen in de hoogste klasse spelen (1965-67) en bij de derde poging drie seizoenen (1971-1974). Eind jaren zeventig speelde SC nog enkele seizoenen in de hoogste klasse, sterspeler Eusébio speelde zelfs één seizoen in de rangen van de club.
Dan was het tot 1989 wachten op een nieuw optreden in de eerste klasse. Na enkele seizoenen eindigde de club voor het eerst in de toptien en presteerde dat drie seizoenen op rij. In 1995 degradeerde de club opnieuw. Beira-Mar keerde terug naar de SuperLiga in 1998/99, maar eindigde weer op een degradatieplaats. Troostprijs dat seizoen was de winst van de Portugese beker, die recht gaf op deelname aan Europees voetbal in de strijd om de UEFA Cup. Als tweedeklasser verloor de club van Vitesse en werd tweede in de Liga de Honra waardoor de club meteen terugkeerde naar eerste waar de club achtste werd. De volgende seizoenen werd weer een middenmootplaats behaald tot de club in 2005 weer naar de tweede klasse degradeerde. In 2005/06 werd de titel behaald en zo kon de club in het seizoen 2006/07 weer terugkeren, voor één seizoen. Ook in 2010 promoveerde de club. In 2019 promoveerde Beira-Mar weer naar het derde niveau in Portugal.

## Erelijst
- Beker van Portugal

Winnaar: 1999
Finalist: 1991
- Segunda Liga

Winnaar: 2006, 2010

## Eindklasseringen
| Seizoen   | №  | Clubs | Divisie       | Duels | Winst | Gelijk | Verlies | Doelsaldo | Punten |
| --------- | -- | ----- | ------------- | ----- | ----- | ------ | ------- | --------- | ------ |
| 2000–2001 | 8  | 18    | Primeira Liga | 34    | 14    | 7      | 13      | 45–49     | 49     |
| 2001–2002 | 11 | 18    | Primeira Liga | 34    | 10    | 9      | 15      | 48–56     | 39     |
| 2002–2003 | 13 | 18    | Primeira Liga | 34    | 10    | 9      | 15      | 43–50     | 39     |
| 2003–2004 | 11 | 18    | Primeira Liga | 34    | 11    | 8      | 15      | 36–45     | 41     |
| 2004–2005 | 18 | 18    | Primeira Liga | 34    | 6     | 12     | 16      | 30–56     | 30     |
| 2005–2006 | 1  | 18    | Segunda Liga  | 34    | 18    | 13     | 2       | 45–18     | 68     |
| 2006–2007 | 15 | 16    | Primeira Liga | 30    | 4     | 11     | 15      | 28–55     | 23     |
| 2007–2008 | 6  | 16    | Segunda Liga  | 30    | 10    | 12     | 8       | 30–32     | 42     |
| 2008–2009 | 12 | 16    | Segunda Liga  | 30    | 8     | 11     | 11      | 32–32     | 35     |
| 2009–2010 | 1  | 16    | Segunda Liga  | 30    | 16    | 6      | 8       | 44–30     | 54     |
| 2010–2011 | 13 | 16    | Primeira Liga | 30    | 7     | 12     | 11      | 32–36     | 33     |
| 2011–2012 | 12 | 16    | Primeira Liga | 30    | 8     | 5      | 17      | 26–38     | 29     |
| 2012–2013 | 16 | 16    | Primeira Liga | 30    | 5     | 8      | 17      | 35–55     | 23     |
| 2013–2014 | 12 | 22    | Segunda Liga  | 42    | 14    | 12     | 16      | 45–48     | 54     |
| 2014–2015 | 10 | 22    | Segunda Liga  | 42    | 16    | 15     | 15      | 52–48     | 63     |

## In Europa
#R = #ronde, T/U = Thuis/Uit, W = Wedstrijd, PUC = punten UEFA coëfficiënten .
Uitslagen vanuit gezichtspunt SC Beira-Mar
| Seizoen                                                    | Competitie | Ronde | Land               | Club        | Totaalscore | 1e W    | 2e W    | PUC |
| ---------------------------------------------------------- | ---------- | ----- | ------------------ | ----------- | ----------- | ------- | ------- | --- |
| 1999/00                                                    | UEFA Cup   | 1R    | Vlag van Nederland | SBV Vitesse | 1-2         | 1-2 (T) | 0-0 (U) | 1.0 |
| Totaal aantal behaalde punten voor UEFA coëfficiënten: 1.0 |            |       |                    |             |             |         |         |     |

## Bekende (oud-)spelers
- Jacob o primo  (Keeper)
- Eusébio
- Wilson Eduardo
- Mário Jardel

- Djamal Mahamat
- Paul Murray
- António Veloso

- Clyde Wijnhard
- Marián Zeman

## Trainer-coaches
| Van        | Tot        | Naam              | D | W | G | V |
| ---------- | ---------- | ----------------- | - | - | - | - |
| 27.12.2014 | 30.06.2015 | Paulo Alves       |   |   |   |   |
| 17.12.2014 | 26.12.2014 | José Maria        |   |   |   |   |
| 30.01.2014 | 30.06.2014 | Daniele Fortunato |   |   |   |   |
| 01.07.2013 | 16.12.2014 | Jorge Neves       |   |   |   |   |
| 18.02.2013 | 05.06.2013 | Costinha          |   |   |   |   |
| 27.02.2012 | 16.02.2013 | Ulisses Morais    |   |   |   |   |
| 02.03.2011 | 26.02.2012 | Rui Bento         |   |   |   |   |
| 01.07.2009 | 28.02.2011 | Leonardo Jardim   |   |   |   |   |
| 11.11.2008 | 25.05.2009 | Bruno Moura       |   |   |   |   |
| 01.07.2008 | 30.06.2009 | António Sousa     |   |   |   |   |
| 08.01.2007 | 30.06.2007 | Paco Soler        |   |   |   |   |
| 09.11.2006 | 07.01.2007 | Carlos Carvalhal  |   |   |   |   |
| 04.04.2005 | 08.11.2006 | Inácio            |   |   |   |   |
| 29.09.2004 | 15.12.2004 | Manuel Cajuda     |   |   |   |   |
| 01.07.2004 | 28.09.2004 | Mick Wadsworth    |   |   |   |   |
| 01.07.1997 | 31.12.2004 | António Sousa     |   |   |   |   |
| 01.07.1994 | 30.06.1995 | Rodolfo Reis      |   |   |   |   |
| 01.07.1993 | 30.06.1994 | Zoran Filipović   |   |   |   |   |
| 01.07.1989 | 30.06.1993 | Vitor Urbano      |   |   |   |   |
| 01.07.1988 | 30.06.1990 | Jean Thissen      |   |   |   |   |
| 01.01.1975 | 30.06.1976 | Fernando Vaz      |   |   |   |   |